# جيني روسو
جيني روسو (بالفرنسية: Jeannie de Clarens)‏ هي جاسوسة ومترجمة فرنسية، ولدت في 1 أبريل 1919 في سانت بريوك في فرنسا، وتوفيت في 23 أغسطس 2017 في Montaigu, Vendée ‏ في فرنسا.